# Клочков Олег Миколайович
Оле́г Микола́йович Клочко́в (1975—2023) — солдат батальйону аеродромно-технічного забезпечення Збройних сил України. Учасник російсько-української війни.

## З життєпису
Народився 25 травня 1975 році в селі Катеринопіль (Черкаська область). Закінчив Київський політехнічний інститут. У 2011 році родина переїхала до села Обухівка.
У перший день повномасштабного вторгнення рф в Україну Олег пішов захищати Україну. Був солдатом батальйону аеродромно-технічного забезпечення 15-та бригада транспортної авіації імені авіаконструктора Олега Антонова.
Загинув 10 листопада 2023 році в селі Кринки поблизу Олешок.
Залишилися батьки, дружина, та двоє синів Євген та Андрій.
Похований в селі Обухівка.

## Нагороди
- Орден «За мужність» III ступеня (посмертно)[1]
- почесний громадянин міста Обухова (2024; посмертно)[2]